# Восковський Володимир Іванович
Володимир Іванович Восковський (нар. 22 червня 1910, Миколаїв, Російська імперія — пом. 19 вересня 1987, Миколаїв, СРСР) — радянський тренер дитячих та юнацьких футбольних команд.

## Життєпис
До війни займався футболом і баскетболом. За спеціалізацією боксер. Активно сприяв поширенню боксу в місті Миколаєві. Воював у Другій світовій війні, пройшов по шлях до Німеччини.
У 1950 році очолював головну футбольну команду області - «Динамо» (нинішній МФК «Миколаїв»). З 1951 року протягом декількох десятиліть працював у миколаївській ДЮСШ-3 тренером з футболу. Тринадцять разів команди тренера Восковського займали призові місця в чемпіонаті УРСР серед юнацьких команд. Серед його вихованців Леонід Кривицький, Яків та Олексій Борисови, Євген Лемешко, Віктор Журавльов, Анатолій Норов, Валентин Веретенников, Анатолій Бачкалов, Анатолій Єремеєв, Віктор Писаков, Сергій Жайворонок, Анатолій Оленєв, Володимир та Леонід Малий.